# Friedrich Ludwig Knapp
Friedrich Ludwig Knapp, född 22 februari 1814 i Michelstadt, Storhertigdömet Hessen, död 8 juni 1904 i Braunschweig, var en tysk kemist; far till Georg Friedrich Knapp.
Knapp blev 1841 extra ordinarie och 1848 ordinarie professor i Giessen, 1853 i München, där han även fick ledningen för den kungliga porslinstillverkningen. Åren 1863-89 var han professor i teknisk kemi vid "Carolinum" (Polytechnikum) i Braunschweig.
Knapps vetenskapliga undersökningar kom huvudsakligen läderberedningen och glasfärgningen till godo; metallsalters användning vid garvning var särskilt föremål för arbeten av honom. Hans arbete Lehrbuch der chemischen Technologie (1847; tredje upplagan 1865ff.; "Lärobok uti kemisk teknologi", 1849-51) var på sin tid högt uppskattat.